# 外食産業総合調査研究センター
公益財団法人外食産業総合調査研究センター（こうえきざいだんほうじんがいしょくさんぎょうそうごうちょうさけんきゅうセンター、Foodservice Industry Research Institute）は、農林水産省所管の財団法人。外食産業等（外食産業及び関連産業）の産業構造、経営動向等に関する調査及び研究をしており、外食産業に関する各種団体が加盟している。
2009年4月より（財）食の安全・安心財団の附属機関となり、業務移管された。